# Mepiramina
Mepiramina (łac. mepyraminum) – wielofunkcyjny organiczny związek chemiczny, pochodna etylenodiaminy, pierwszej generacji lek przeciwhistaminowy, stosowany jako lek zmniejszający objawy sezonowego alergicznego zapalenia spojówek.

## Mechanizm działania biologicznego
Mepiramina jest w głównej mierze wybiórczym i bezpośrednim antagonistą receptora histaminowego H1 oraz w niewielkim stopniu antagonistą receptora H2.

## Zastosowanie medyczne
- nieżyt nosa (katar), także alergiczny[5]
- zapalenie zatok przynosowych[5]
- łagodzenie objawów po użądleniach i ukąszeniach owadów[6]
- pokrzywka[6]

Mepiramina jest zarejestrowana w Polsce w postaci kropli do nosa, w połączeniu z fenylefryną.

## Działania niepożądane
Mepiramina może powodować nadmierną sedację oraz miejscowe podrażnienie skóry.